# Viinalasistentshobma
Viinalasistentshobma är en kulle i Finland.   Den ligger i den ekonomiska regionen Norra Lappland och landskapet Lappland, i den norra delen av landet, 1 000 km norr om huvudstaden Helsingfors. Toppen på Viinalasistentshobma är 381 meter över havet.
Terrängen runt Viinalasistentshobma är huvudsakligen lite kuperad.  Trakten runt Viinalasistentshobma är nära nog obefolkad, med mindre än två invånare per kvadratkilometer.